# Simon Syndaren
Simon Syndaren är svensk dramafilm från 1954 i regi av Gunnar Hellström. Filmen är baserad på Tore Zetterholms roman och pjäs Simon trollkarlen.

## Handling
Efter ett slagsmål, tror Simon att han har dödat sin motståndare och söker sig till en frireligiös sekt. Han blir frälst och upptäcker snart att han kan bota sjuka och handikappade genom handpåläggning. Ryktet om Simon sprids snabbt, och sektens ledare utnyttjar att Simon drar besökare och kollektpengar till rörelsen.

## Om filmen
Filmen spelades in sommaren 1954 i Metronome Studios i Stocksund samt i Stockholm och på Roslagsbanan. Den hade premiär i Jönköping den 15 november 1954 och är tillåten från 15 år.

## Rollista
- Gunnar Hellström - Simon Angus
- Ann-Marie Gyllenspetz - Rut Persson
- Stig Järrel - pastor Rickman
- Einar Axelsson - "Orgel-Pelle" Persson
- Åke Grönberg - Lund
- Marianne Löfgren - fru Spalding
- Sven-Eric Gamble - Herbert
- Willy Peters - journalist
- Ulla Sjöblom - sjuk flicka
- Carl Ström - Mattsson
- Märta Dorff - Simons mor
- Olof Sandborg - döv bergsprängare
- Olle Hilding - hjälpsökande
- Märta Arbin - hjälpsökande kvinna med darrande hand
- David Erikson - Jakobsson
- Nils Ohlin - medlem av De äldstes råd
- Renée Björling - kaffedrickande dam
- Magnus Kesster - redaktionschef
- Hans Sundberg - skinnknutte
- Anders Andelius - skinnknutte
- Siv Ericks - kaffedrickande dam
- Gösta Prüzelius - polisman
- Jane Friedmann - telefonist
- John Melin - hjälpsökande i kön
- Carl-Axel Hallgren - kantor

### Ej krediterade
- Lennie Norman - femårig pojke med bandagerat huvud
- Sten Mattsson - skinnknutte
- Axel Högel - hjälpsökande i kön
- Margit Andelius - bodbiträde
- Astrid Bodin - gumma på torget
- Stig Johanson - man på torget
- Georg Skarstedt - äldre arbetare
- Siegfried Fischer - äldre arbetare
- Arthur Fischer - hotelldirektör
- Måns Westfelt - hjälpsökande med basker i kön
- Svea Holst - fru Spaldings hemhjälp
- Olga Appellöf - hjälpsökande med sjuk liten son
- Hugo Tranberg - tältbesökare med käpp
- Mauritz Strömbom - medlem av De äldstes råd
- Sonja Thedell - flicka i församlingen
- Thore Segelström - man på festplatsen
- Arne Söderberg - dragspelaren på festplatsen

## Musik i filmen
- Varför kysser alla Solveig?, musik Lill-Arne Söderberg, text Åke Gerhard
- Södertoner, musik Lill-Arne Söderberg
- Kom låt oss följa Frälsarens bud, musik Tord Benner, text Tore Zetterholm, framförd av Einar Axelsson
- Löftena kunna ej svika, text och musik Lewi Pethrus, framförd av Ann-Marie Gyllenspetz, Einar Axelsson och Gunnar Hellström
- Jag är nu på väg till himlen, musik Herbert J. Lacey, svensk text Otto Witt, framförd av Einar Axelsson och Ann-Marie Gyllenspetz
- Han är likadan i dag, text och musik Johannes Alfred Hultman, framförd av Einar Axelsson
- Jag är främling, jag är en pilgrim, musik Oscar Ahnfelt, svensk text Betty Ehrenborg-Posse, framförd av Carl-Axel Hallgren
- O, hur saligt att få vandra, musik Robert Lowry, svensk text Joël Blomqvist och Per Ollén, framförd av Einar Axelsson
- Halleluja, musik Tord Benner, text Tore Zetterholm, framförd av Einar Axelsson